# 平野氏
平野氏（ひらのし）は、日本の氏族。

## 坂上氏
摂津国住吉郡平野荘（現在の大阪市平野区）を発祥とする氏族である。征夷大将軍・大納言の坂上田村麻呂の次男で、摂津国住吉郡平野荘の開発領主となり「平野殿」と呼ばれた坂上広野（坂上広野麻呂）のひ孫の秋田城介権守坂上行松（ゆきます、平野行増）が祖と伝わる。

### 平野七家
15世紀ころから台頭した平野氏は平野荘の民部と称し、その平野氏からは七家（末吉氏、土橋家、辻花氏、成安氏、西村氏、三上氏、井上氏）の庶流が起こり、これを「平野七名家」や「平野七家」と呼んだ。七家は、宗家の坂上氏を支え、中世の自治都市平野の自治に携わった。七家の中には、朱印船貿易で功績のあった末吉孫左衛門や、大坂道頓堀を通した成安道頓などがいる。

## 赤松氏家臣の氏族（摂津源氏／大江氏）
摂津国兎原郡御影郡家（神戸市東灘区御影）の氏族。
摂津源氏の一族で、源頼光の曾孫の源国直の孫である源頼高の三男の源頼重（平野頼重、平野三郎）の流れを汲むとも、大江氏の後裔で、鎌倉幕府政所筆頭の大江広元の流れを汲むともいわれる。また、上記の坂上氏族平野氏と同族ともされる。家紋は「丸に剣片喰」。
室町時代、赤松則村（円心）の重臣で、平野城主だった備前守平野忠勝の参り墓とされる宝筺印塔が神戸市東灘区御影町郡家寺の前にある。

## 北条氏
尾張国中島郡平野村（愛知県稲沢市）発祥の氏族。
桓武平氏直方流と称した鎌倉幕府の執権北条氏の庶流の北条惟時の子孫。江戸時代の旗本。明治時代の田原本藩藩主家。家紋は「丸に三つ鱗」、「九曜」。
賤ヶ岳の七本槍の一人、平野長泰は舟橋家清原枝賢の子、平野長治の子である。
平野長泰は豊臣秀吉に仕え、1595年（文禄4年）に大和国十市郡田原本5,000石の知行を与えられた。関ヶ原の戦いを境に徳川秀忠に仕え、江戸時代を通して旗本交代寄合として存続した（ただし長泰の血統は2代長勝で途切れている）。
幕末維新期の当主長裕は、慶応4年・明治元年（1868年）3月に朝廷に早期帰順して5月に本領安堵された。6月22日と7月9日付で元高5003石6斗6升1合と新田4998石1斗7升7合1勺7才4撮を合わせて1万1石8斗3升8合1勺7才4撮になるとする高直しを弁事役所に請願して認められ、7月14日付けで諸侯に昇格（田原本藩主）。明治2年6月に華族に列し、明治17年の華族令公布で華族が五爵制になると子の長祥が男爵位が与えられた。長祥は貴族院の男爵議員に6回当選して務め、豊山護法銀行頭取、大国銀行取締役、萬朝報社取締役などを歴任して実業家としても活躍。
その子長克は古今東西の美術文学哲学の研究者、日本神代史、上古史、風俗史を専門とする史学研究家でもあり、日本芸術院総裁、日本国史院総裁をはじめとして様々な美術・文学・哲学・歴史の研究所や協会の役員を務めた。また複数の言語を話せたマルチリンガルであり、日本エスペラント協会幹事も務めた。彼の代に平野男爵家の邸宅は東京市中野区千光前町にあった。

## 清和源氏頼光流
摂津源氏の源頼光の流れを汲む一族。摂津国川辺郡多田庄を発祥とし、上記の赤松円心の重臣の平野備前守忠勝が知られる平野氏。

## 清和源氏満政流
清和源氏2代目の源満仲の弟の源満政の子孫という一方、河内の古代氏族の日下部氏の子孫ともいわれる。南朝方の武将に、楠木正成と共に鎌倉幕府軍を赤坂城で迎え撃った平野将監重吉がいる。

## 卜部氏系
卜部氏の一族。卜部氏分流の藤井家が山城国の平野神社の宮司となる。

## 惟宗氏康友流
惟宗氏の惟宗康友が、禁裏薩摩国新田宮八幡執印職を与えられて号した執印氏（鹿児島氏とも）のその庶流。系図上では康友の子鹿児島三郎友家を祖とするが、友家は同庶流の羽島氏の祖ともされ不詳。